# Hôtes de passage

Hôtes de passage est un livre d'André Malraux paru en 1975. C'est une partie de La Corde et les Souris consignée dans Le Miroir des limbes. Malraux y mène des dialogues dans chacune des trois parties: avec Senghor, avec Georges Salles, enfin avec un personnage imaginaire, Max Torrès.